# Liste der Ehrenbürger von Pfarrkirchen
Die Ehrenbürgerwürde ist die höchste Auszeichnung, die die Stadt Pfarrkirchen zu vergeben hat. Mit ihr werden Persönlichkeiten für besondere Verdienste in hervorragendem treuen und fruchtbaren Wirken für das Wohl der Stadt ausgezeichnet.
Ehrenbürger werden zu repräsentativen Veranstaltungen der Stadt eingeladen. Bei unverschuldeter wirtschaftlicher Notlage kann der Stadtrat einen einmaligen oder fortlaufenden Ehrensold bewilligen. Dessen Höhe liegt im Ermessen des Stadtrats. Neben der Ehrenbürgerschaft vergibt die Stadt einen Goldenen Ehrenring, eine Ehrenplakette und eine Ehrennadel.
Seit 1862 wurden folgende Personen zu Ehrenbürgern ernannt.
Hinweis: Die Auflistung erfolgt chronologisch nach Datum der Zuerkennung. Die Liste ist nach 1962 vermutlich nicht vollständig.

## Die Ehrenbürger der Stadt Pfarrkirchen
1. Franz Seraph Christoph
Kgl. bayr. Landrichter
Verleihung 1862
Christoph war zunächst Landrichter am Landgericht Pfarrkirchen und nach Bildung des Bezirksamtes ab 1862 Bezirksamtmann.
2. Peter Adam
Landstallmeister
Adam war Initiator des Baus der Trabrennbahn Pfarrkirchen. Von 1894 bis 1900 war er Präsident des Vereins zur Förderung der Traberzucht in Bayern.
3. Mathias Duschl
Bürgermeister
Duschl war von 1888 bis 1912 Bürgermeister der Stadt. Er erwarb sich große Verdienste durch den Bau von Schulgebäuden und der Rennbahn.
4. Josef Maurer (* 26. November 1873; † 8. August 1950)
Geistlicher Rat, Stadtpfarrer
Maurer wurde anlässlich seines 50-jährigen Priesterjubiläums zum Ehrenbürger ernannt.
5. Eugen Vogler (* 13. November 1884; † 14. Mai 1958)
Oberbaurat
Verleihung am 11. Januar 1951
Vogler wurde für seine großen Verdienste um die Stadt als Leiter des Wasserwirtschaftsamtes geehrt.
6. Georg Bleistein (* 11. Dezember 1874; † 26. September 1956 in Pfarrkirchen)
Zinngießer, Glasermeister
Verleihung am 1. Juli 1955
Mit der Ernennung zum Ehrenbürger wurden Bleisteins große Verdienste auf dem Gebiet des Gewerbewesens der Stadt gewürdigt.
7. Hans Fröschl (* 12. April 1890; † 26. Juli 1958)
Oberregierungsrat a. D.
Verleihung am 23. Mai 1958
Fröschl war Landrat von Pfarrkirchen. Ihm wurde für seine langjährige Tätigkeit als Beamter und Landrat zum Wohle der Stadt die Ehrenbürgerschaft verliehen.
8. Franz Riemer (* 30. September 1884 in Pfarrkirchen; † 1965)
Generalvikar
Verleihung am 17. Juni 1959
Riemer war Dompropst des Bistums Passau. Anlässlich seines 40-jährigen Priesterjubiläums ehrte ihn seine Heimatstadt mit der Ernennung zum Ehrenbürger.
9. Monsignore Josef Huber (* 3. Januar 1903 in Kößlarn; † 24. Juni 1994 in Obernzell)
Domkapitular in Passau, Päpstlicher Ehrenprälat
Verleihung am 19. Juni 1959
Huber wirkte viele Jahre als Jugenderzieher und Heimatforscher in Pfarrkirchen.
10. Wilhelm Schiedermaier (* 19. August 1889 in Waldmünchen)
Altbürgermeister
Verleihung am 14. Oktober 1962
Schiedermaier stand 45 Jahre als Beamter und 12 Jahre als Bürgermeister im Dienst der Stadt. In dieser Zeit erwarb er sich große Verdienste um den Wohnungs- und Straßenbau sowie die Kanalisation der Stadt.
11. Hans Wimmer (* 19. März 1907 in Pfarrkirchen; † 31. August 1992 in München)
Bildhauer
Verleihung am 19. April 1966
12. Georg Weindl
Erster Bürgermeister 1972–1990, Altbürgermeister
13. Josef Mitterbauer (* 5. September 1903 in Unterneukirchen; † 8. Januar 1989)
Stadtpfarrer, Päpstlicher Ehrenprälat
Verleihung am 15. Juni 1971
14. Konrad Wirnhier (* 7. Juli 1937; † 2. Juni 2002)
Büchsenmachermeister, deutscher Sportschütze (Skeet-Schießen), Weltmeister, 1972 Goldmedaille bei den Olympischen Spielen in München
Verleihung am 6. September 1972
15. Franz Xaver Eder (* 4. November 1925 in Pfarrkirchen; † 20. Juni 2013 in Passau)
Altbischof von Passau
16. Adolf Oswald (* 17. Juni 1913 in Riggerding; † 7. Mai 1995 in Pfarrkirchen)
Landrat des Altlandkreises Pfarrkirchen von 1958 bis 1972
Verleihung am 24. Oktober 1989